# Anonimowe P2P
Anonimowe P2P – typ sieci peer to peer, w której użytkownicy są anonimowi lub pseudoanonimowi. Główną różnicą pomiędzy zwykłą a anonimową siecią jest odmienne trasowanie. W anonimowych sieciach możliwy jest nieskrępowany dostęp do informacji. 
Zainteresowanie anonimowym P2P wzrosło w ostatnich latach z wielu powodów, włączając brak zaufania dla rządów (szczególnie w niedemokratycznych państwach, masowe podsłuchiwanie, przechowywanie danych, procesy sądowe przeciwko bloggerom). Takie sieci podobają się osobom chcącym wymieniać się nielegalnie materiałami, które chroni prawo autorskie – organizacje takie jak Recording Industry Association of America czy British Phonographic Industry zbierają informacje o użytkownikach zwykłych sieci P2P i pozywają ich do sądu.

## Użycie anonimowych P2P
Istnieje wiele powodów by używać technologii anonimowego P2P; większość z nich są typowe dla wszystkich rodzajów anonimowości internetowej.
Użytkownicy P2P, którzy pragną anonimowości, używają anonimowego p2p by uniknąć zidentyfikowania jako wydawca (wysyłający) lub odbiorca informacji. Najczęstsze przyczyny:
- Materiał albo jego rozpowszechnianie jest nielegalne lub obciążające
- Materiały są legalne, ale społecznie potępiane, krępujące lub problematyczne w życiu osobistym (na przykład, anonimowość jest niezbędna organizacjom takim jak Anonimowi Alkoholicy)
- Strach przed karą (whistleblower (świadkowie lub ofiary nadużyć, przestępstw), wycieki informacji, aktywiści nie wierzący w słuszność ograniczeń dostępu do informacji i wiedzy)
- Cenzura na poziomie lokalnym, organizacji, narodowym[3]
- Osobista chęć zachowania prywatności na przykład ochrona przed zbieraniem i przechowywaniem danych o aktywności w internecie

Przykładowy pogląd na legalną i nielegalną zawartość podano na The Philosophy Behind Freenet.
Rządy są także zainteresowane technologiami anonimowego P2P. United States Navy wsparła badania nad trasowaniem cebulowym co pozwoliło na rozwój projektu Tor wspieranego obecnie przez Electronic Frontier Foundation.

## Argumenty za i przeciw anonimowym sieciom P2P

### Ogólnie
Anonimowe systemy P2P mogą wspierać niepopularne poglądy, ale mogą też chronić nielegalne działania nie chronione przez prawo do wolności słowa takie jak oszustwo, oszczerstwo, wymiana nielegalną pornografią, kopiowanie dzieł chronionych prawem autorskim bez zezwolenia autora, planowanie działań przestępczych. Krytycy anonimowych systemów P2P utrzymują, że zalety oferowane przez takie systemy nie przeważają wad oraz inne sposoby komunikacji są wystarczające dla ludzi o niepopularnych poglądach.
Niektórzy zwolennicy anonimowych P2P wierzą, że wszystkie obostrzenia wolności słowa prezentują interesy despotów. Inni twierdzą, że informacja sama w sobie jest etycznie neutralna, zły lub dobry może być sposób jej wykorzystywania przez ludzi. Pogląd na to co jest dobre a co złe również się zmienia (zobacz moral panic); na przykład, gdyby anonimowe sieci peer to peer istniały w latach 50. i 60. dwudziestego wieku, ich zadaniem byłoby przechowywanie informacji o prawach człowieka lub anarchizmie. 
Łatwy dostęp anonimowych sieci P2P jest widziany przez niektórych jako demokratyzacja technologii szyfrujących, dając zwykłym ludziom dostęp do bezpiecznych kanałów komunikacyjnych obecnie używanych przez władze. Zwolennicy takiego poglądu argumentują, że anty podsłuchowe technologie wyrównują siły między ludźmi a rządzącymi.

### Wolność słowa
Niektórzy twierdzą, że prawdziwa Wolność słowa, szczególnie w kontrowersyjnych tematach jest trudna lub niemożliwa do zachowania, jeśli jednostki nie mogą mówić całkowicie anonimowo. Jeśli anonimowość nie jest możliwa, jednostki prezentujące niepopularny pogląd mogą spotkać groźby lub represje. Jest to jeden z powodów, dla których wybory powszechne w wielu demokratycznych państwach są tajne. Kontrowersyjne informacje, które partie chcą trzymać w ukryciu, takie jak szczegóły o przypadkach korupcji, są często wyjawiane przez osoby anonimowe.

#### Anonimowe blogowanie
Anonimowe blogowanie jest jednym z powszechnych zastosowań anonimowych sieci.
O ile anonimowe blogowanie jest również możliwe do pewnego stopnia w zwykłym, nieanonimowym internecie, dostawca serwisu blogowego może być zmuszony do ujawnienia adresu IP bloggera (dla porównania sprawa Google wyjawiającego tożsamość anonimowego bloggera). Anonimowe sieci zapewniają wyższy stopień anonimowości. Flogi w sieci freenet czy Syndie w I2P są przykładami technologii anonimowego blogowania.
Kolejnym argumentem za anonimowym blogowaniem jest delikatna natura zatrudnienia. Czasami blogger piszący pod swoim prawdziwym nazwiskiem staje przed wyborem czy siedzieć cicho czy narażać na kłopoty siebie, swoich kolegów i firmę, dla której pracuje.
Ryzyko pozwania jest kolejnym problemem. Niektórzy bloggerzy doświadczyli wielomilionowych procesów sądowych które później zostały kompletnie porzucone, anonimowe blogowanie daje ochronę przed takimi zagrożeniami.

#### Cenzura domen internetowych
W nieanonimowym internecie, nazwa domeny taka jak "mojastrona.com" to klucz do informacji. Cenzura strony Wikileaks pokazuje, że domeny są szalenie podatne na cenzurę. Niektórzy rejestratorzy domen zawieszają przyznawanie nazwy nawet pomimo braku orzeczenia sądu.
Dla dotkniętych klientów, blokowanie nazwy domeny jest o wiele większym problemem niż odmowa zarejestrowania nazwy; rejestratorzy posiadają pełną kontrolę nad domenami. 
W przypadku europejskiego biura turystycznego, ponad 80 stron internetowych z końcówką .com zostało wyłączonych i zablokowanych przez amerykańskiego rejestratora bez orzeczenia sądu czy nawet poinformowania właściciela. Biuro podróży było zmuszone do odbudowania stron z domeną najwyższego poziomu .net.
Anonimowe sieci są niezależne od rejestratorów nazw. Na przykład we freenecie zaimplementowano adresy odporne na cenzurę i oparte na kluczu publicznym: tylko osoba posiadająca prawidłowy klucz prywatny jest w stanie zaktualizować lub ją wyłączyć.

### Kontrola poprzez online tracking
Anonimowe P2P jest doceniane w zwykłej, codziennej komunikacji. Kiedy komunikacja jest anonimowa, decyzja czy ujawnić swoje dane osobowe należy do rozmawiających stron i nie zależy od żadnych osób trzecich. Często rozmówcy nie mają potrzeby czy chęci do ujawniania swoich danych. Jako przedmiot osobistej wolności, ludzie nie chcą przekazywać zbędnych danych. W niektórych przypadkach takie dane mogą posłużyć do utworzenia historii ich aktywności.

### Skutki inwigilacji legalnych zachowań
Podsłuchiwanie Internetu, takie jak nagrywanie i przechowywanie szczegółowych danych o ruchu na stronach internetowych i kontach e-mailowych, mogą wpływać na w pełni legalne działania. Ludzie mogą się powstrzymywać od zgodnego z prawem zdobywania interesujących ich informacji oraz porozumiewania się, ponieważ wiedzą o możliwym podsłuchu i wierzą, że taka komunikacja może być uważana za podejrzaną.
Na przykład, pewien czytelnik bloga wyraził swoje obawy związane z odwiedzaniem witryny internetowej Al-Dżazira:
"O ile można stwierdzić, że Al-Dżazira nie jest proterrorystyczna, to jednak nie powstrzymuje to ludzi z DHS czy NSA od zakładania, że ludzie, którzy dużo oglądają "Al-Dżazirę" mogą być zwolennikami terroryzmu i być może powinni być umieszczeni na liście osób, które należy sprawdzić czy nie kontaktują się z innymi z innymi wyznawcami terroryzmu lub być może powinni zostać wpisani na listę ludzi wymagających specjalnych analiz, gdy lecą samolotem.".
Według profesora prawa Daniela J. Solove'a, takie efekty "ranią społeczeństwo, między innymi, obniżają różnorodność wyrażanych punktów widzenia oraz stopień wolności w zaangażowaniu w działalność polityczną.".

### Dostęp do materiałów cenzurowanych i chronionych prawami autorskimi
Większość państw zakazuje lub cenzuruje publikacje pewnych książek i filmów, oraz pewne typy zawartości jak na przykład dziecięcą pornografię. Inne materiały można legalnie posiadać ale nie rozprowadzać; na przykład, prawo autorskie oraz patenty mogą zakazać dystrybucji. Tego typu przepisy są trudne lub niemożliwe do wyegzekwowania w anonimowych sieciach P2P.

## Funkcjonowanie anonimowych P2P

### Anonimowość i pseudonimowość
Niektóre z sieci popularnie przypisywanych do "anonimowych p2p" są naprawdę anonimowe, w sensie takim, że węzły nie przechowują żadnych identyfikatorów. Inne są faktycznie pseudonimowe, zamiast być identyfikowanym za pomocą własnego adresu IP, węzły są rozpoznawane poprzez pseudonimy, na przykład klucze kryptograficzne. Na przykład, każdy węzeł w sieci MUTE posiada wirtualny adres wyznaczony na podstawie jego klucza publicznego. Ten wirtualny adres funkcjonuje jako pseudonim dla węzła, pozwalając adresować do niego wiadomości. Z drugiej strony w sieci Freenet wiadomości są przekazywane używając kluczy identyfikujących konkretny pakiet danych, a nie konkretne węzły sieci - węzły same w sobie są anonimowe.
Termin "anonimowe" jest używany do określenia obu rodzajów sieci ponieważ jest trudno – o ile to w ogóle możliwe – określić, czy węzeł jest prawdziwym nadawca wiadomości, czy tylko przekazuje ją komuś innemu. Każdy węzeł w anonimowej sieci P2P uczestniczy w niej jako uniwersalny nadawca i uniwersalny odbiorca, aby zachować anonimowość. Jeśli węzeł byłby tylko odbiorcą i nie wysyłał, sąsiedni użytkownicy mogliby wiedzieć, że konkretna informacja miała być dostarczona do tego konkretnego węzła i to on jest jej adresatem. W ten sposób, aby pozostać anonimowym, węzły muszą przekazywać cudze dane.

### Spam i ataki DoS w sieciach anonimowych
Początkowo, anonimowe sieci były napędzane przez małe, przyjazne społeczności programistów. W miarę jak zainteresowanie anonimowym P2P wzrastało rosła ilość użytkowników, nieuchronnie pojawili się też złośliwi użytkownicy próbujący różnych ataków. Podobnie jak w internecie, gdzie wraz z coraz szerszym użyciem następowały fale spamu oraz ataków DDoS. Takie ataki mogą wymagać innych rozwiązań w anonimowych sieciach. Na przykład, tworzenie czarnych list nie działa ponieważ anonimowe sieci z założenia ukrywają takie informacje.

## Sieci typu Opennet, darknet (Friend to Friend)
W anonimowych sieciach P2P można zaimplementować albo sieć typu opennet albo darknet (często nazywany Friend to Friend). Różnią się one sposobem wyboru najbliższych pośredników: 
- W sieci opennet połączenie jest nawiązywane automatycznie z przypadkowymi użytkownikami. Nie potrzeba żadnej konfiguracji, jest natomiast dostępna niewielka kontrola nad tym z którymi użytkownikami nawiązać bezpośrednie połączenie.
- W sieci darknet użytkownicy ręcznie ustanawiają połączenia z osobami które znają. darknet wymaga włożenia więcej wysiłku w ustawienia, ale dzięki temu łączy się bezpośrednio tylko z zaufanymi osobami.

Niektóre sieci takie jak Freenet obsługują oba rozwiązania jednocześnie.
W sieci F2F, użytkownicy łączą się bezpośrednio tylko z przyjaciółmi. Wiele sieci F2F pozwala na pośrednie, anonimowe lub pseudonimowe połączenia pomiędzy użytkownikami którzy się nie znają lub sobie nie ufają. Na przykład, użytkownik może automatycznie przekierować połączenie pomiędzy swoimi przyjaciółmi nie ujawniając żadnych danych o nadawcy, następna osoba może przekierować to połączenie dalej na tych samych zasadach, itd.
Użytkownicy nie są w stanie określić kto bierze udział w połączeniu poza własnym kręgiem przyjaciół, więc sieć F2F może rosnąć bez zmniejszania anonimowości użytkowników.
Niektóre sieci F2F pozwalają użytkownikom kontrolować jakie typy plików mogą być wymieniane poprzez własny węzeł, w celu zablokowania wymiany plików o treści potępianej przez użytkownika.

## Lista anonimowych sieci oraz klientów P2P

### Pseudonimowe klienty P2P
- ANts P2P – system wymiany plików P2P anonimizujący i szyfrujący ruch, obsługuje publikacje HTTP.
- Azureus – klient BitTorrent z dodatkową opcją użycia I2P lub Tor (open source, napisany w Javie)
- Freenet – odporny na cenzurę rozproszony system plików do anonimowej publikacji (open source, napisany w Javie)
- GNUnet – P2P framework, zawiera program do wymiany plików jako najważniejsza aplikację (projekt GNU, napisany w C)
- I2P – anonimizująca powłoka sieciowa na której mogą być budowane aplikacje (open source, napisany w języku Java)
- Imule – modyfikacja emule działająca w sieci I2P
- MUTE – anonimizujący program do wymiany plików.
- Nodezilla – anonimizująca powłoka sieciowa o zamkniętym kodzie, na której można budować aplikacje (napisany w językach C++ oraz Java)
- Tor – Jest to jeden z największych projektów badawczych sieci anonimowych nastawiony na anonimowe przeglądanie internetu. Tor nie jest klientem P2P sam w sobie, tzn. nie świadczy usług innym użytkownikom sieci.
- Winny – Klient P2P bardzo popularny w Japonii (freeware, napisany w C++ dla Windows)

### Prywatne P2P
Prywatne sieci P2P dopuszczają do wymiany plików tylko między zaufanymi użytkownikami. Osiąga się to poprzez używanie centralnego serwera lub hubów do uwierzytelniania klientów. W takich przypadkach funkcjonalność jest podobna do prywatnych serwerów FTP, ale pliki są wymieniane bezpośrednio między klientami. Alternatywnie użytkownicy mogą wymieniać hasła lub klucze z przyjaciółmi w zdecentralizowanej sieci. 
Mimo że prywatne P2P nie jest anonimowe (połączenia są bezpośrednie) to jednak po zastosowaniu odpowiedniego szyfrowania można zachować poufność (żadne osoby trzecie nie są w stanie stwierdzić, jakie treści są udostępniane).

### Klienty friend-to-friend
Sieci Friend to friend są typem sieci P2P które pozwalają tworzyć bezpośrednie połączenia z zaufanymi osobami. Do autoryzacji mogą być używane hasła lub podpisy cyfrowe.
- Freenet 0.7 (z wyłączoną opcją "opennet")
- GNUnet (z włączoną opcją "F2F topology")
- WASTE (z wyłączoną opcją "ping packets")

### Anonimowe P2P w bezprzewodowej sieci kratowej
Możliwe jest zaimplementowanie anonimowego P2P używającego bezprzewodowej sieci kratowej; w przeciwieństwie do stałych łączy internetowych, użytkownicy nie potrzebują rejestrować łącza u dostawcy by dołączyć do takiej sieci, zamiast tego użytkownicy są identyfikowani poprzez sprzęt. Nawet gdyby rządzący zakazaliby używania bezprzewodowego P2P, byłoby bardzo trudno egzekwować takie zakazy bez poważnego naruszenia praw człowieka. Alternatywnie, rząd mógłby zakazać sprzedaży sprzętu bezprzewodowego, lub wydać nakaz imiennej rejestracji każdego urządzenia bezprzewodowego. Protokołami dla bezprzewodowej sieci kratowej są OLSR oraz następca protokołu B.A.T.M.A.N., który został zaprojektowany do zdecentralizowanego przydzielania IP.